# Возвращение короля
«Возвраще́ние короля́» (англ. The Return of the King) — третий и последний том романа «Властелин колец» английского писателя Дж. Р. Р. Толкина в жанре эпического фэнтези. Впервые книга была опубликована в Лондоне 20 октября 1955 года, а 5 января 1956 года она вышла в США.
Помимо основного текста, книга содержит обширные примечания, в которых содержатся сведения об истории, культуре, языках и генеалогии народов Средиземья.
По мотивам книги новозеландский режиссёр Питер Джексон в 2003 году снял фильм «Властелин колец: Возвращение короля».

## Название и публикация
Толкин задумывал «Властелин колец» как единое произведение, для удобства печати разделённое на шесть «книг», а также снабжённое приложениями. В 1953 году он предложил издателю напечатать шесть отдельных книг, каждая из которых имела собственное название. Пятую книгу он предложил назвать «Война Кольца» (англ. The War of the Ring), шестую — «Конец Третьей эпохи» (англ. The End of the Third Age). Однако в итоге было решено издать три отдельных тома, в каждый из которых вошло по две «книги». В третий том вошли пятая и шестая книги без собственных названий, а сам том был назван «Возвращение короля» (англ. The Return of the King). Толкину не очень нравилось это название — он считал, что оно заранее сообщает читателю слишком много о развитии сюжета, сам он предложил вариант «Война Кольца» (англ. The War of the Ring).
«Возвращение короля» стал финальным томом романа «Властелин колец» и вышел в Великобритании 20 октября 1955 года.

## Содержание
В некоторых изданиях приводится синопсис для читателей, не знакомых с содержанием предыдущих томов. В том входят пятая и шестая книги. Название шестой книги в некоторых изданиях было «Возвращение короля» (вступая в конфликт с названием всего третьего тома), в других — «Конец Третьей эпохи», но в большинстве изданий книги не снабжались отдельными названиями. Том также снабжён приложениями.

### Книга V: Война Кольца
Саурон отправляет огромную армию против Гондора. Гэндальф с Пиппином прибывает в Минас Тирит, чтобы предупредить Денетора о скором нападении врага, а Теоден собирает войска Рохана для помощи Гондору. На пути к Минас Тириту войско Теодена встречает друэдайн под руководством Гхан-бури-Гхана, которые помогают всадникам безопасно пройти через Друаданский лес, избежав засады орков. Минас Тирит в осаде, предводитель назуглов разбивает ворота города. Денетор, не видя выхода из ситуации, впадает в отчаяние и сжигает себя на костре. Гэндальф и Пиппин спасают его сына Фарамира от сожжения. Арагорн вместе с Леголасом, Гимли и следопытами севера идёт через Тропы мёртвых (англ. Paths of the Dead), где призывает мертвецов Дунхарроу исполнить клятву, данную королю Гондора, чтобы наконец обрести покой. Арагорн ведёт армию мёртвых в Пеларгир, где уничтожает корсаров Умбара, вторгшихся в южный Гондор. Затем он отпускает мёртвых, считая их клятву исполненной. Арагорн со спутниками, а также воинами южного Гондора на захваченных у корсаров кораблях плывут вверх по Андуину в Минас Тирит. Войско рохиррим приходит на помощь Гондору, однако король Теоден погибает, а его племянница Эовин при помощи хоббита Мерри убивает Короля-чародея Ангмара. В битве на Пеленнорских полях войска Гондора и Рохана, а также прибывший с юга флот под командованием Арагорна побеждают войска Саурона. Арагорн в Минас Тирите помогает исцелить раненых, включая Фарамира, Эовин и Мерри. Позднее Арагорн собирает армию и ведёт её к Чёрным вратам Мордора, чтобы отвлечь внимание Саурона от миссии Фродо. В битве при Моранноне армию запада окружают вдесятеро превосходящие её войска Саурона.

### Книга VI: Конец Третьей эпохи
Из-за конфликта между орками Минас Моргула и Кирит Унгола между ними происходит резня, благодаря чему Сэму удаётся спасти Фродо из плена в башне Кирит Унгол. Хоббиты, для маскировки надев одежду и снаряжение орков, отправляются в путь через Мордор. Через несколько дней Фродо и Сэма перехватывает отряд орков, идущий к Удуну, посчитав орками-дезертирами, однако через некоторое время хоббитам удаётся сбежать. С огромным трудом Фродо и Сэм добираются до Роковой горы. У Роковой расщелины (англ. Cracks of Doom) Фродо не может больше противостоять мощи Кольца, объявляет себя его владельцем и надевает на палец. Появляется Голлум, преследовавший хоббитов на протяжении всего пути. Он нападает на Фродо и откусывает палец с Кольцом. Ликуя от обретения своей «прелести», Голлум теряет равновесие и падает в Роковую расщелину вместе с Кольцом. После уничтожения Кольца приходит конец Саурону, назгулам, Барад Дуру и Чёрным вратам. Войска запада одерживают неожиданную победу при Моранноне. Фродо и Сэма спасает Гэндальф, призвавший на помощь огромных орлов. Хоббитов чествуют на Кормалленских полях Итилиэна. У стен Минас Тирита Гэндальф коронует Арагорна. Позднее в Минас Тирит пребывают эльфы с севера, и Арвен, дочь Эльронда, выходит замуж за Арагорна. Оставшиеся члены Братства Кольца отправляются на север. Теодена хоронят вблизи Эдораса, новым королем Рохана становится Эомер, а его сестра Эовин обручается с Фарамиром, ставшим принцем Итилиэна. У развалин Изенгарда энты сажают деревья, а Древобород передаёт Арагорну ключи от Ортанка. Хоббиты и Гэндальф прощаются с Арагорном, Леголасом и Гимли, после чего направляются в Ривенделл, где навещают Бильбо, затем идут в Бри, где останавливаются в таверне «Гарцующий пони». После этого четверо четверо хоббитов уже без Гэндальфа возвращаются в Шир, который оказывается захваченным бандитами Сарумана, которые запугали большинство хоббитов, установили свои «правила» и вырубили деревья. Мерри поднимает восстание хоббитов, которые побеждают бандитов в битве у Байуотера и очищают Шир. Грима Змеиный язык убивает Сарумана на пороге Бэг Энда, после чего лучники хоббитов убивают Гриму. Хоббиты восстанавливают Шир от разрушений, высаживает деревья, в том числе маллорн из семени, которое ему подарила Галадриэль, и женится на Рози Коттон. Спустя два года Фродо отправляется в Серые гавани, где отплывает за море вместе с Бильбо, Гэндальфом, Эльрондом и Галадриэль.

### Приложения
В приложения к третьему тому автор включил сведения об истории, хронологии, генеалогиях, культурах и языках вымышленного мира Средиземья, описанного в романе «Властелин колец».

#### Приложение A: «Анналы королей и правителей»
В приложении приведены краткие сведения об истории Средиземья и более подробные данные о королях Нуменора, Арнора, Гондора и Рохана, а также история королевского рода Дурина.
Также в приложение включена «История Арагорна и Арвен», повествующая о любви Арагорна и Арвен, ради которой дочь Эльронда отказалась от своего бессмертия.

#### Приложение B: «Повесть лет» (Хронология западных земель)
В приложении приведена хронология важных событий Второй и Третьей эпох. Хронология событий, описанных в романе «Властелин колец», приведена более подробно, с детализацией по дням.
В вымышленной вселенной Толкина эти сведения содержались в «Алой книге Западных пределов», написанной хоббитами Бильбо, Фродо и Сэмом и описывающей приключения Бильбо и Фродо, а также другую информацию о мире Средиземья. Толкин позиционировал себя лишь как «переводчика» Алой книги. По легенде, Сэм Гэмджи передал Алую книгу своей дочери Эланор, после чего отплыл за море как последний из Хранителей Кольца.

#### Приложение C: «Семейные древа» (хоббиты)
Приведены генеалогические древа хоббитов — Бэггинсов, Болджеров, Боффинов, Туков, Брэндибаков и Гэмджи (Гарднеров).

#### Приложение D: «Календари»
В приложении приведены сведения о календарях Средиземья, наиболее подробно рассмотрен календарь Шира.

#### Приложение E: «Письмо и произношение»
В приложении приведены руны гномов (кирт) и эльфов (тенгвар), сведения о произношении.

#### Приложение F: «Языки и народы Третьей эпохи» и «О переводе»
В первой секции приведены сведения о языках разных народов Средиземья, во второй — заметки Толкина о переводе (часть имён и названий Толкин «перевёл» на английский язык, часть оставил неизменной).

## Персонажи
Члены Братства Кольца
- Фродо Бэггинс — главный Хранитель Кольца
- Сэмуайз Гэмджи — его слуга
- Перегрин Тук и Мериадок Брендибак — родственники Фродо, воины Гондора и Рохана
- Гэндальф Белый — член Белого Совета, маг
- Гимли, сын Глоина — гном из Эребора
- Леголас, сын Трандуила — эльфийский принц из Лихолесья
- Арагорн, сын Араторна — наследник Исилдура и королевского престола Арнора и Гондора

Герои второго плана
- Денетор, владыка и наместник Гондора, отец Боромира и Фарамира
- Берегонд, воин Гондора
- Теоден, король Рохана
- Эомер, племянник Теодена
- Эовин, племянница Теодена
- Фарамир, сын Дэнетора и младший брат Боромира, военачальник Осгилиата
- Имрахиль, военачальник Гондора
- Король-Чародей, предводитель назгулов
- Голос Саурона, глашатай Саурона и наместник Барад-дура
- Голлум, существо, некогда бывшее хоббитом, но подпавшее под власть Кольца, спутник Фродо и Сэма
- Саурон, Тёмный Властелин и враг всех свободных народов Средиземья
- Элронд, владыка Ривенделла
- Арвен, дочь Элронда
- Келеборн, владыка Лориэна
- Галадриэль, владычица Лориэна
- Древобород, страж леса Фангорн
- Бильбо Бэггинс, хоббит, нашедший Кольцо Всевластья, дядя Фродо
- Барлиман Баттербур, трактирщик из Пригорья, хозяин «Гарцующего Пони»
- Рози Коттон, жена Сэмуайза Гэмджи
- Хэмфаст Гэмджи, отец Сэма и садовник Бильбо
- Саруман, маг-Истари, перешедший на сторону Тьмы
- Грима Червеуст, служитель Сарумана

## Адаптации
- «Возвращение короля», телевизионный полнометражный анимационный фильм (1980)
- «Властелин колец: Возвращение короля», третья часть трилогии Питера Джексона (2003)
- Мюзикл «Властелин колец[англ.]» (2006—2007)

## Критика

### Критика третьего тома
В интервью газете The New York Times поэт Уистен Хью Оден высоко оценил «Возвращение короля» и назвал весь роман «Властелин колец» «шедевром в своём жанре». Писатель и критик Энтони Баучер похвалил книгу как «мастерское повествование о грандиозных и ужасных кульминационных событиях», однако заметил, что Толкин иногда «слишком затягивает» повествование. Писатель Энтони Прайс назвал Средиземье «абсолютно реальным и бесконечно захватывающим миром», похвалил Толкина за эпизод с уничтожением Кольца и описание ряда персонажей, включая Тома Бомбадила, энтов и Голлума.
Писатель и издатель Майкл Стрейт заметил, что «опустошённые ландшафты», описанные в романе, связаны с личным опытом участия Толкина в Первой мировой войне, а Шир является отражением Англии. По мнению Стрейта, «Властелин колец» является произведением гения.
Шотландский поэт и критик Эдвин Мюир, ранее написавший положительный отзыв к «Братству Кольца», после выхода третьего тома раскритиковал весь роман, заявив: «Все персонажи — мальчишки, вырядившиеся в одежды взрослых героев … эти до половой зрелости никогда не дорастут … Едва ли кто-то из них разбирается в женщинах». Эта критика разозлила Толкина: в письме к своему издателю он в ответ обвинил Мюира в «подростковом инфантилизме».

### Критика главы «Очищение Шира»

Формальная структура романа: сюжетные арки основного Квест (литература) с путешествием «вовне» и возвращения домой в «Очищении Шира»

Критики считают «Очищение Шира» (предпоследнюю главу тома «Возвращение короля») одной из самых важных глав «Властелина колец». Хотя Толкин отрицал, что глава является аллегорией на Великобританию послевоенного периода, исследователи находят в ней политические отсылки, включая сатиру на индустриализм, социализм, нацизм, намёки на дефицит в послевоенной Британии, а также экологическую повестку. Идея о написании этой главы возникла у Толкина ещё на ранних этапах создания «Властелина колец», хотя детали он придумал значительно позже. Глава играет важную роль в формальной композиции всего романа и уравновешивает основной сюжет физического путешествия в Мордор «моральным» путешествием по возвращении домой, в ходе которого происходит очищение Шира и принятие героями персональной ответственности. Автор рассматривал разные варианты главного отрицательного персонажа главы, остановившись в итоге на падшем маге Сарумане. Главу часто называют «антикульминационной».